# フランソワ＝ジュリアン・ブラン
フランソワ＝ジュリアン・ブラン（François-Julien Brun, 1909年6月18日 - 1990年5月13日）は、フランス出身の指揮者、フルート奏者、作曲家。
サン＝テティエンヌの生まれ。パリ音楽院でフィリップ・ゴーベールやマルセル・モイーズ等にフルートを学び、1928年には一等賞を得た。また、和声や対位法などでも一等賞を得ている。1937年までにはギャルド・レピュブリケーヌ吹奏楽団のフルート奏者として活躍するようになったが、1945年から1969年まで、同楽団の楽長を務めた。1961年にはギャルド・レピュブリケーヌ吹奏楽団と来日を果たしている。同楽団の楽長を退任後は指揮者としてコンセール・ラムルーやコンセール・パドルー等に客演した。
パリにて死去。